# Santa Maria, São Pedro e Matacães
Santa Maria, São Pedro e Matacães é uma freguesia portuguesa do município de Torres Vedras, com 62,44 km² de área e 27 780 habitantes (censo de 2021). A sua densidade populacional é 444,9 hab./km².

## História
Foi criada com a designação de União das Freguesias de Torres Vedras (São Pedro, Santiago, Santa Maria do Castelo e São Miguel) e Matacães aquando da reorganização administrativa de 2012/2013, resultando da agregação das antigas freguesias de São Pedro e Santiago, Santa Maria do Castelo e São Miguel e Matacães. A sua designação foi simplificada e encurtada para Santa Maria, São Pedro e Matacães pela Lei n.º 88/2015, de 10 de agosto.

## Demografia
A população registada nos censos foi:
| Distribuição da População por Grupos Etários | Distribuição da População por Grupos Etários | Distribuição da População por Grupos Etários | Distribuição da População por Grupos Etários | Distribuição da População por Grupos Etários | Distribuição da População por Grupos Etários |
| -------------------------------------------- | -------------------------------------------- | -------------------------------------------- | -------------------------------------------- | -------------------------------------------- | -------------------------------------------- |
| Antes da agregação                           |                                              |                                              |                                              |                                              |                                              |
| Ano                                          | 0-14 anos                                    | 15-24 anos                                   | 25-64 anos                                   | >= 65 anos                                   | Total                                        |
| 2001                                         | 3715                                         | 3151                                         | 12978                                        | 1987                                         | 23831                                        |
| 2011                                         | 4001                                         | 2591                                         | 14252                                        | 4873                                         | 25717                                        |
| Após a agregação                             |                                              |                                              |                                              |                                              |                                              |
| Ano                                          | 0-14 anos                                    | 15-24 anos                                   | 25-64 anos                                   | >= 65 anos                                   | Total                                        |
| 2021                                         | 3802                                         | 3050                                         | 14854                                        | 6074                                         | 27780                                        |

## Geografia
Esta agregação acabou com uma das particularidades do concelho de Torres Vedras: o facto de até aí ter tido duas das poucas freguesias portuguesas territorialmente descontínuas (São Pedro e Santiago; Santa Maria do Castelo e São Miguel), tendo a peculiaridade adicional de cada uma delas consistir em duas partes que se tocavam num vértice comum (Ponte de São Miguel, sobre o Rio Sizandro).

Antigas freguesias que deram origem à União das Freguesias de Torres Vedras (São Pedro, Santiago, Santa Maria do Castelo e São Miguel) e Matacães.